# مک‌نلی (دهانه)
مک‌نلی یک دهانه برخوردی در ماه‌ است.

## دهانه‌های اقماری
این دهانه ۲ دهانه اقماری دارد.
| McNally | عرض جغرافیایی | طول جغرافیایی | قطر          |
| ------- | ------------- | ------------- | ------------ |
| Y       | ۲۴.۲° N       | ۱۲۷.۵° W      | ۲۲.۰ کیلومتر |
| T       | ۲۲.۳° N       | ۱۲۹.۰° W      | ۱۹.۰ کیلومتر |